# Vuelta a España 2012
Vuelta a España 2012 proběhla od 18. srpna do 9. září 2012 a byl to 67. ročník tohoto cyklistického závodu. Celý ročník měl celkem 21. etap (2 časovky, 11 rovinatých etap a 8 etap s kopcovitým profilem) a většina závodu proběhla na severu Španělska. Až poslední dvě etapy startovali mírně na jihu, v okolí či přímo ve městě Madridu. Celkově jezdci urazili 3 360 km. Start ve městě Pamplona týmovou časovkou. Konec byl v Madridu, kde proběhlo i vyhlášení vítězů.

## Startující týmy
ProTour týmy:
| - Ag2r-La Mondiale - Astana - BMC Racing Team - Euskaltel-Euskadi - FDJ-BigMat - Garmin-Sharp | - Orica-GreenEDGE - Team Katusha - Lampre-ISD - Liquigas-Cannondale - Lotto-Belisol - Movistar Team | - Omega Pharma-Quick Step - Rabobank - RadioShack-Nissan - Team Saxo Bank-Tinkoff Bank - Team Sky - Vacansoleil-DCM |

Týmy startující na divokou kartu:
- Andalucía
- Caja Rural
- Cofidis
- Argos-Shimano

## Etapy
| Etapa | Datum     | Start / Cíl                               | Délka     | Typ etapy       | Typ etapy            | Vítěz                    | Vedoucí jezdec celkového pořadí |
| ----- | --------- | ----------------------------------------- | --------- | --------------- | -------------------- | ------------------------ | ------------------------------- |
| 1     | 18. srpna | Pamplona                                  | 16.5 km   | Team Time Trial | Týmová časovka       | Movistar Team            | Jonathan Castroviejo (MOV)      |
| 2     | 19. srpna | Pamplona – Viana                          | 181.4 km  |                 | Rovinatá etapa       | John Degenkolb (ARG)     | Jonathan Castroviejo (MOV)      |
| 3     | 20. srpna | Oion – Eibar (Arrate)                     | 155.3 km  |                 | Kopcovitá etapa      | Alejandro Valverde (MOV) | Alejandro Valverde (MOV)        |
| 4     | 21. srpna | Barakaldo – Valdezcaray                   | 160.6 km  |                 | Kopcovitá etapa      | Simon Clarke (OGE)       | Joaquim Rodríguez (KAT)         |
| 5     | 22. srpna | Logroño – Logroño                         | 168 km    |                 | Rovinatá etapa       | John Degenkolb (ARG)     | Joaquim Rodríguez (KAT)         |
| 6     | 23. srpna | Tarazona – El Fuerte del Rapitán (Jaca)   | 175.4 km  |                 | Kopcovitá etapa      | Joaquim Rodríguez (KAT)  | Joaquim Rodríguez (KAT)         |
| 7     | 24. srpna | Jaca – Motorland (Alcañiz)                | 164.2 km  |                 | Rovinatá etapa       | John Degenkolb (ARG)     | Joaquim Rodríguez (KAT)         |
| 8     | 25. srpna | Lleida – Coll de la Gallina               | 174.7 km  |                 | Horská etapa         | Alejandro Valverde (MOV) | Joaquim Rodríguez (KAT)         |
| 9     | 26. srpna | Andorra – Barcelona                       | 196.3 km  |                 | Rovinatá etapa       | Philippe Gilbert (BMC)   | Joaquim Rodríguez (KAT)         |
|       | 27. srpna | Volný den                                 | Volný den | Volný den       | Volný den            | Volný den                | Volný den                       |
| 10    | 28. srpna | Ponteareas – Sanxenxo                     | 190 km    |                 | Rovinatá etapa       | John Degenkolb (ARG)     | Joaquim Rodríguez (KAT)         |
| 11    | 29. srpna | Cambados – Pontevedra                     | 39. 4 km  | Team Time Trial | Individuální časovka | Fredrik Kessiakoff (AST) | Joaquim Rodríguez (KAT)         |
| 12    | 30. srpna | Vilagarcía – Mirador de Ezaro (La Coruña) | 190.5 km  |                 | Kopcovitá etapa      | Joaquim Rodríguez (KAT)  | Joaquim Rodríguez (KAT)         |
| 13    | 31. srpna | Santiago de Compostela – Ferrol           | 172.8 km  |                 | Rovinatá etapa       | Stephen Cummings (BMC)   | Joaquim Rodríguez (KAT)         |
| 14    | 1. září   | Palas do Rei – Los Ancares                | 149.2 km  |                 | Horská etapa         | Joaquim Rodríguez (KAT)  | Joaquim Rodríguez(KAT)          |
| 15    | 2. září   | La Robla – Lagos de Covadonga             | 186.5 km  |                 | Horská etapa         | Antonio Piedra (CJR)     | Joaquim Rodríguez (KAT)         |
| 16    | 3. září   | Gijón (Villa de Jovellanos) – Cuitu Negro | 183.5 km  |                 | Horská etapa         | Dario Cataldo (OPQ)      | Joaquim Rodríguez (KAT)         |
|       | 4. září   | Volný den                                 | Volný den | Volný den       | Volný den            | Volný den                | Volný den                       |
| 17    | 5. září   | Santander – Fuente Dé                     | 187.3 km  |                 | Kopcovitá etapa      | Alberto Contador (STB)   | Alberto Contador (STB)          |
| 18    | 6. září   | Aguilar de Campoo – Valladolid            | 204.5 km  |                 | Rovinatá etapa       | Daniele Bennati (RNT)    | Alberto Contador (STB)          |
| 19    | 7. září   | Peñafiel – La Lastrilla                   | 178.4 km  |                 | Rovinatá etapa       | Philippe Gilbert (BMC)   | Alberto Contador (STB)          |
| 20    | 8. září   | Palazuelo del Eresma – Bola del Mundo     | 170.7 km  |                 | Horská etapa         | Děnis Meňšov (KAT)       | Alberto Contador (STB)          |
| 21    | 9. září   | Cercedilla – Madrid                       | 115 km    |                 | Rovinatá etapa       | John Degenkolb (ARG)     | Alberto Contador (STB)          |